# Olderdalen
Olderdalen è un centro abitato della Norvegia, situato nella municipalità di Kåfjord, nella contea di Troms. È il centro amministrativo del comune.